# Робъртсън (окръг, Тексас)
Окръг Робъртсън (на английски: Robertson County) е окръг в щата Тексас, Съединени американски щати. Площта му е 2243 km², а населението - 16 000 души (2000). Административен център е град Франклин.